# 花椒毒酚
花椒毒酚是一種呋喃香豆素。它是蛇床的主要有效成分之一。它可由花椒毒素经三溴化硼脱甲基制得。

## 代謝
- 花椒毒酚-O-甲基轉移酶（英语：Xanthotoxol O-methyltransferase）（8-羥基呋喃香豆素-8-O-甲基轉移酶）是一種酶。它會使用S-腺苷甲硫氨酸和花椒毒酚來生產S-腺苷高半胱氨酸和O-甲基花椒毒酚（花椒毒素或或甲氧沙林（英语：methoxsalen））。